# Caramany
Caramany är en kommun i departementet Pyrénées-Orientales i regionen Occitanien i södra Frankrike. Kommunen ligger i kantonen Latour-de-France som tillhör arrondissementet Perpignan. År 2022 hade Caramany 130 invånare.

## Befolkningsutveckling
Antalet invånare i kommunen Caramany
| Referens: INSEE |